# Kubrat
Kubrat ali Kurt (bolgarsko: Кубрат [Kubrat], ukrajinsko: Кубрат, grško: Χουβράτης [Houbrates], prabolgarski vladar, ki je leta 632 s podjarmljenjem Avarov in združitvijo vseh prabolgarskih plemen ustanovil plemensko zvezo Staro Veliko Bolgarijo. Leti rojstva in smrti nista poznani.

## Življenjepis
Ime Kubtrat je prvi omenil patriarh Nikefor I. Konstantinopelski v 9. stoletju v svoji Kratki zgodovini, vendar se je že pred tem pojavilo že na gokturških napisih v orhonski pisavi in pomeni osnovati ali ustanoviti. Po stari nomadski tradiciji je skoraj vsak vladar dobil ime, ki je jedrnato izražalo njegove dosežke in sposobnosti ali poudarjalo najpomembnejšo od njih. Vladar, ki je združil Gokturke na primer, se je imenoval Ilteriš Kagan. Njegovo ime je sestavljeno iz besed il - država, teriš – organizirati in kagan  – kralj. Ime Kubrat kagan torej pomeni Ustanoviteljski kralj, kar je tudi bil. 
V Imeniku bolgarskih kniazov je Kubrat omenjen kot Kurt iz plemena Dulo. Kasnejša legenda ga opisujejo kot potomca hunskega vladarja Atile.  Nekateri zgodovinarji sklepajo, da je bil po materini strani iz plemena Irmi, ker je bil iz tega plemena morda njegov stric Organa.
Kubrat je kot gost ali kot varovanec pred dinastično vojno v Turškem kaganatu nekaj časa preživel na bizantinskem dvoru. Bizantinski zgodovinar Ivan Nikiujski o tem pripoveduje:
Kuetrades (Kubrat), knez Maodunov (Hunov) in nečak Kuemaka (Organe), je bil kot otrok krščen in šolan v Konstantinoplu in sprejet v krščansko skupnost. Odrasel je v cesarski palači in bil dober prijatelj cesarja Heraklija.
Ali je bil med bivanjem v Konstantinoplu še otrok ali že odrasla oseba, ni povsem jasno, ker leto njegovega rojstva ni poznano. Neznan je tudi natančen čas njegovega bivanja, morda pa je to res bilo v času vladanja cesarja Heraklija (610-641). Če se navedena pripoved resnično nanaša na Kubrata, pomeni, da je bil med svojim bivanjem izšolan in krščen in da je takrat dobil tudi naslov patrikija, ki je izpisan na njegovem prstanu. 
Po vrnitvi v domovino je od svojega strica in regenta Organa prevzel oblast v svojem plemenu Utigurskih Bolgarov. Patriarh Nikefor piše, da je s svoje zemlje pregnal Avare in združil Prabolgare v Veliki Bolgariji. Med njegovim vladanjem se je država rzširila do delte Donave in Volge in leta 635 od Bizantinskega cesarstva dobila priznanje neodvisne države. Odnosi med državama so bili zaradi Kubratovega prijateljstva z bizantinskim cesarjem in spoštovanja bizantinske kulture mirni.
Po legendi so se njegov tretji, četrti in peti sin s svojimi hordami naselili v Avarskem kaganatu. 
Ukrajinski kmetje  so leta 1912 v bližini Poltave odkrili Pereščepinski zaklad, v katerem so bili zlati in srebrni predmeti, ki so tehtali 75 kg. Med njimi je bil tudi prstan z grškim napisom Chouvr(á)tou patr(i)k(íou) (patrikij Kubrat), ki je omogočil identifikacijo Kubratovega groba in potrditev njegovega položaja na bizantinskem dvoru.

## Zanimivost
Po kniazu Kubratu se imenuje hrib Kubrat Knoll na Livingstonovem otoku na Južnih Šetlandskih otokih na Antarktiki. 